# Virola calophylla
Virola calophylla är en tvåhjärtbladig växtart som först beskrevs av Richard Spruce, och fick sitt nu gällande namn av Otto Warburg. Virola calophylla ingår i släktet Virola och familjen Myristicaceae. Inga underarter finns listade i Catalogue of Life.